# Кок-Паш
Кок-Паш (рос. Кок-Паш) — село Улаганського району, Республіка Алтай Росії. Входить до складу Челушманського сільського поселення.
Населення — 27 осіб (2015 рік).